# يوروسونيك نوردرسلاخ
يوروسونيك نوردرسلاخ (Eurosonic Noorderslag) هو مؤتمر سنوي يستمر لمدة أربعة أيام وهو كذلك عبارة عن مهرجان يعرض ويقدم موسيقى البوب الأوروبية. ويقام المهرجان في شهر يناير من كل عام في مدينة خروننغن. تقوم مؤسسة نوردرسلاخ بتنظيم مؤتمر يوروسونيك نوردرسلاخ وتهدف المؤسسة إلى تعزيز قطاع البوب الأوروبي وترويج موسيقى البوب الأوروبية. ومن أجل تحقيق هذا الهدف توفر المؤسسة منبرًا لتقديم المواهب الموسيقية الأوروبية وتشجيع تبادلها الدولي. ومن ضمن وسائل تحقيق هذا الهدف مهرجانا (يوروسونيك ونوردرسلاخ) ومؤتمر وبرنامج لتبادل المواهب (برنامج تبادل المواهب الأوروبية) ومنح عدة جوائز في مجال الموسيقى. والجوائز المقدمة أثناء مهرجان اوروسونيك نوردرسلاخ هي: جوائز إي بي بي أيه (EBBA) وجائزة البوب وجوائز المهرجانات الأوروبية وجوائز الدعاية التفاعلية وجائزة إعلام البوب وجائزة ليكس فان روشن للتصوير وجائزة ذا فيذر. ويتم تقديم ما يقرب من 300 عرض وتنظيم 150 اجتماعًا أثناء مهرجان يوروسونيك نوردرسلاخ. ويجذب كل من المهرجان والمؤتمر 33000 زائر تقريبًا (3000 منهم متخصصون في مجال الموسيقى الأوروبية) مما يزيد عن 43 دولة. ولقد انعقد مهرجان يوروسونيك نوردرسلاخ في صورته الأولية في عام 1986 تحت اسم نوردرسلاخ وبدأ «كمنافسة» بين الفرق الغنائية الهولندية والبلجيكية.

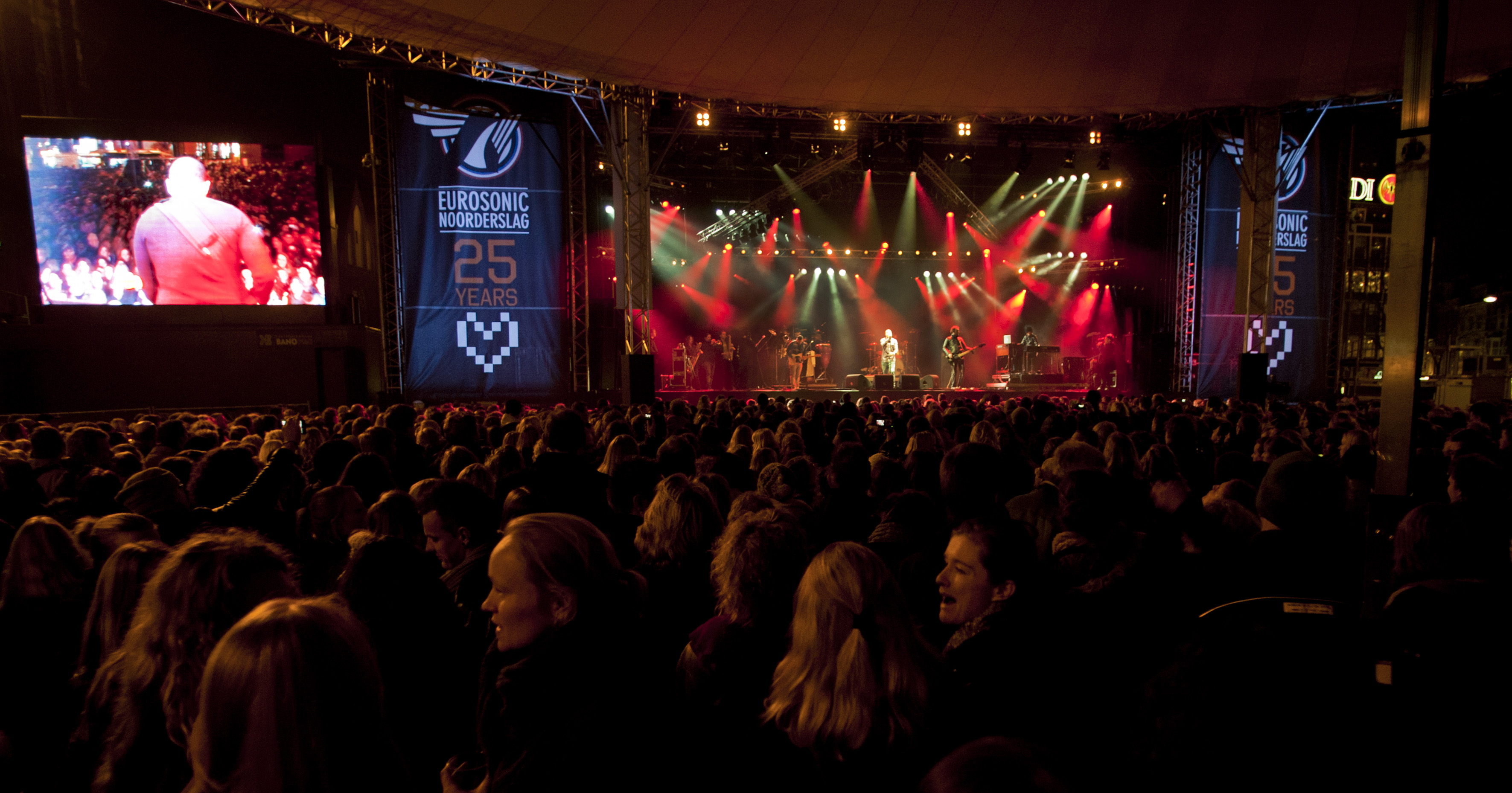
يوروسونيك 2011 - يوروسونيك أير - لرينيه كايزر

 في عام 2011 كشف يوروسونيك نوردرسلاخ النقاب عن يوروسونيك أير، وهو مسرح مفتوح بساحة السوق في مدينة خروننغن كاحتفال بالذكرى الـ 25 لإطلاقه. ومن ضمن الفنانين الذين تواجدوا فيه كارو إميرالد وراكون وكاراك وسماك. في كل عام تختار المؤسسة دولة واحدة للتركيز عليها أثناء المهرجان. وأقيم المهرجان الـ 25 في عام 2011، وكانت هولندا هي الدولة التي تم التركيز عليها. وكانت أيرلندا هي الدولة محط الاهتمام في مهرجان عام 2012 ومن المخطط أن يقوم العديد من الفنانين الأيرلنديين بالغناء. وسيتم تخصيص عدة اجتماعات في المؤتمر للساحة الموسيقية وصناعة الموسيقى في أيرلندا.

## وصلات خارجية
- الموقع الرسمي
- Archive with former acts